# Regula Gerber
Regula Gerber (* 19. März 1958 in Bern) ist eine Schweizer Schauspielerin, Regisseurin und Theaterintendantin.

## Leben
Regula Gerber wuchs als Kind in Zollikon bei Zürich auf. Sie hat zwei Schwestern und zwei Brüder. Regula Gerber ist verheiratet und hat Kinder.
Nach der Maturität in Zürich absolvierte Regula Gerber ab 1976 ein Studium an der Hochschule für Musik und Darstellende Kunst Stuttgart. Sie schloss es mit dem staatlichen Diplom ab. An der Opernschule dieser akademischen Bildungseinrichtung arbeitete sie zudem als Pianistin und als Repetitorin. Später folgte ein Zweitstudium der Germanistik, Philosophie und Literaturwissenschaft in Berlin und Stuttgart.
Gerber arbeitete als Redakteurin, Autorin und Moderatorin in Hörfunk und Fernsehen, unter anderem beim Süddeutschen Rundfunk. Die Tätigkeit an Theaterhäusern bildet jedoch ihren Berufsschwerpunkt.
Nach ihrem ersten Studium arbeitete sie als Schauspielerin und war am Badischen Staatstheater Karlsruhe und am Theater am Neumarkt Zürich engagiert. 1984 gründete sie zusammen mit Alexander Seer in Stuttgart das Theater Die Rampe (heute: Theater Rampe), ein Haus, das sie nach dem Umzug in die Spielstätte alter Zahnradbahnhof zum einen der größten Privattheater Baden-Württembergs ausbaute und dem sie insbesondere mit Erst- und Uraufführungen und spartenübergreifenden Projekten „zu beachtlichem Renommée verhalf“.

## Intendantin
1998 wurde sie als Nachfolgerin von Heiner Bruns Intendantin des Theaters Bielefeld. Regula Gerber ergänzte das Profil des Dreispartenhauses insbesondere durch Aufführungen von Werken junger deutscher Autoren sowie zeitgenössischer Komponisten, unter anderem Carola Bauckholt, Luigi Dallapiccola, Michael Hirsch Daniel Ott, Volker David Kirchner, Roman Haubenstock-Ramati oder Frederic Rzewski.
Das Nationaltheater Mannheim berief sie zur Spielzeit 2005/2006 als Generalintendantin, zwei Jahre vor Ablauf ihres Vertrages in Bielefeld. Sie löste dort Ulrich Schwab ab. Ihr Vertrag wurde im Jahr 2011 bis Ende der Spielzeit 2015/2016 verlängert. Sie sorgte in Mannheim unter anderem für erfolgreiche Operninszenierungen und erreichte durch Programmgestaltung und -durchführung trotz wirtschaftlich schwieriger Zeiten spartenübergreifend steigende Zuschauerzahlen.
Regula Gerber etablierte als Generalintendantin in der Spielzeit 2006/2007 die Junge Oper. Schnawwl, das seit 1979 präsente Kinder- und Jugendtheater des Nationaltheater Mannheim, erhielt damit ein Pendant im Bereich des Musiktheaters für Kinder und Jugendliche. Schnawwl erweiterte zudem sein Angebot für Klein- und Grundschulkinder, ferner für Kinder mit Migrationshintergrund. 2007 begründete sie gemeinsam mit dem damaligen Operndirektor Klaus-Peter Kehr den Mannheimer Mozartsommer, ein biennales Musikfestival im Nationaltheater und im Schwetzinger Schloss. 2009 holte sie den Dirigenten Dan Ettinger als Generalmusikdirektor nach Mannheim; er hatte dort bis 2016 die musikalische Leitung des Hauses inne. In die Zeit ihrer Intendanz fiel auch die Entscheidung, am Nationaltheater Mannheim Wagners Ring des Nibelungen in der Regie von Achim Freyer neu zu inszenieren.
Regula Gerber teilte der Stadt Mannheim im Mai 2012 ihren Rücktritt mit; die Auflösung des Intendanz-Vertrages wurde zum Ende der Spielzeit 2012/2013 vereinbart. In der Folgezeit arbeitete sie in der Regie.

## Regiearbeiten (Auswahl)
Regula Gerber realisierte eine Reihe von Bühnenwerken. Dazu gehören unter anderem:
- Krankheit der Jugend (Ferdinand Bruckner), Stuttgart 1987[28]
- Die Reichsgründer oder das Schmürz (Boris Vian),[1] Stuttgart 1989
- Der Sammler des Schreckens (Gert Loschütz), Stuttgart 1994[29]
- Nach dem Regen (Sergi Belbel), Stuttgart 1996[30]
- Abendmahl, (Werner Buhss), Stuttgart 1997[31]
- Baumeister Solness (Henrik Ibsen), Bielefeld 1999[1]
- Nachtschwärmer (Thomas Oberender), Bielefeld 2000[1]
- Onkel Wanja (Anton Pawlowitsch Tschechow), Bielefeld 2001[1]
- Roberto Zucco, (Bernard-Marie Koltès), Bielefeld 2001[1]
- Sommer (Edward Bond), Bielefeld 2002[1]
- Verführbarkeit auf beiden Seiten (Pierre Carlet de Marivaux), Stuttgart 1992[1]
- Katja Kabanova (Leoš Janáček), Bielefeld 2003[32]
- Jenůfa (Leoš Janáček), Mannheim 2008[33][34]
- Macbeth (Giuseppe Verdi), Mannheim 2009[35]
- Turandot (Giacomo Puccini), Mannheim 2010[36]
- Eugen Onegin (Pjotr Iljitsch Tschaikowski), Mannheim 2011[37][38]
- Der Idiot (Mieczysław Weinberg), Mannheim 2013[39][40][41][42][43][44]
- Stiffelio (Giuseppe Verdi), Mannheim 2014[45][46][47][48]

## Auszeichnungen, Ämter, Mitgliedschaften
- 50 unabhängige Musikkritiker Europas und den USA, die von Zeitschrift opernwelt befragt wurden, wählten 2013 ihre Uraufführungsinszenierung von Weinbergs Oper Der Idiot neben George Benjamins Written on Skin zur „Uraufführung des Jahres“[49]
- Mitglied der Deutschen Akademie der Darstellenden Künste[1]
- Von 2011 bis 2016 Mitglied im Universitätsrat der Universität Mannheim[50][51]
- 2005 Jurymitglied des Ring Award[52]
- Ab 1994 Mitglied des Stiftungsrates der Fondation Nestlé pour l'Art, ab 1996 bis 2002 Vizepräsidentin des Gremiums[1][2]